# Yankov Gap
Das Yankov Gap (englisch; bulgarisch Янкова седловина Jankowa sedlowina) ist ein abgeflachter, vereister, 575 m hoher und in nord-südlicher Ausrichtung 1 km langer Bergsattel im östlichen Teil der Livingston-Insel im Archipel der Südlichen Shetlandinseln. Er liegt zwischen dem Melnik Ridge und dem Bowles Ridge und stellt einen Teil der Wasserscheide zwischen dem Kaliakra-Gletscher im Westen und dem Struma-Gletscher im Osten. Sein Mittelpunkt liegt 2 km ostnordöstlich des Mount Bowles.
Das UK Antarctic Place-Names Committee  benannte den Gebirgspass 2004 nach Jordan Jankow, ab 1994 in mehreren Kampagnen Funktechniker auf der St.-Kliment-Ohridski-Station.